# Alonso Felipe de Andrade
Alonso Felipe de Andrade  (Nueva España, 1667 - Villa del Carmen, Tabasco, Nueva España, 16 de julio de 1717) También conocido como Alonso Felipe Andrade, fue un sargento novohispano de marina, héroe de la lucha contra los corsarios británicos que azotaban las costas del estado de Tabasco, y que por su valentía fue nombrado primero Alcalde Menor de Xalpa, Tabasco, y posteriormente Alcalde Mayor de Tabasco en 1704.
Es muy poco lo que se sabe de Alonso Felipe de Andrade, ya que existen muy pocos registros bibliográficos, no así, de sus enfrentamientos y victorias sobre los corsarios que constantemente irrumpían en las costas de la provincia de Tabasco.
Según el historiador Ignacio Rubio Mañé, se tienen pocas noticias de Alonso Felipe de Andrade. Se sabe que se casó con María Coll ―natural de Vigue (Cataluña)―, con la que tendría cuatro hijos:
Ana Teresa de Andrade Coll, dos mujeres más cuyos nombres se ignoran y Domingo de Andrade Coll.

## Controversia acerca de su origen
Existe alguna controversia histórica acerca de si De Andrade era mexicano o español.

### Prueba de que era tabasqueño
La escritora española María Ángeles Eugenio-Martínez, en su libro La defensa de Tabasco, 1600-1717 presenta pruebas de que De Andrade era tabasqueño:

Por esta razón, cuando se decidió ejecutar la acción en el mismo año 1704, el virrey envió al Alcalde Mayor de Tabasco la orden de incorporarse en la laguna a las fuerzas de Campeche, para realizar un ataque conjunto por mar y tierra. Por la muerte de Álvarez del Valle, gobernaba esta provincia don Alonso Felipe de Andrade (desde el 27 de junio de 1704 y hasta el 22 de junio de 1708), quien ―a causa de las recientes invasiones de 1703 y de la continua y cercana presencia británica en Términos― disciplinó acertadamente a las milicias, dividiéndolas en escuadrones a los que hacía ejercitarse con bastante frecuencia. Pero su intervención no fue requerida hasta que se logró conquistar la Laguna, desde donde el cabo principal requirió la colaboración de De Andrade para buscar a aquellos enemigos que habían conseguido huir adentrándose tierra adentro y ocultándose en parajes tan recónditos que solo los tabasqueños, por su experiencia y conocimiento del país, podrían descubrir.
María Ángeles Eugenio-Martínez

### Pleito con un subalterno peninsular
En 1711, De Andrade tuvo un pleito con un subalterno, Antonio de Leoz, quien lo denunció, por lo que el virrey los encarceló a ambos. Según consta en cédula real, Leoz ―como español de nacimiento― fue remitido a la metrópoli, pero no De Andrade. Si Andrade hubiera sido español, también habría sido remitido a España.
En el Buen Retiro, el 8 de agosto de 1712, el rey Felipe V le escribió una cédula real al virrey Marqués de Valero:

El duque de Linares, ejerciendo esos cargos, en carta del treinta y uno de octubre del año pasado de mil setecientos y once, dio testimonio del lance que le había sucedido a don Juan Antonio Leoz, capitán de infantería del Presidio de la Veracruz, con don Alonso Felipe de Andrade, su sargento mayor (su superior), sobre no haberle querido dar una plaza muerta que le pidió; y del castigo que había hecho con ambos de tenerlos presos y haberle dado libertad después al sargento mayor y remitido a España a don Juan Antonio Leoz; y respecto de que habiendo llegado éste a España y hecho varias representaciones de lo referido y de que se le restituyese al ejercicio de su compañía. Visto en mi Junta de Guerra de Indias y consultándoseme sobre ello, como quiera que de los autos remitidos por dicho mi Virrey no se justifica culpa alguna, ni cargo alguno, contra el sargento mayor De Andrade, por lo que don Juan Antonio Leoz le ha imputado de las plazas muertas, he resuelto mandaros que en la primera ocasión que se ofrezca me déis noticia con toda individualidad, distinción y claridad de si resultó algún cargo contra don Alonso Felipe de Andrade, sargento mayor de la Veracruz, por lo que le acusó el capitán don Juan Antonio Leoz, por convenir a mi servicio que se tenga presente.
Yo el Rey

### Ausencia en los registros en España
A pesar de todas sus menciones en los registros de la época, el nombre de Alonso Felipe de Andrade no aparece en las órdenes militares del Archivo Histórico Nacional de Madrid, ni en la Casa de Contratación de Sevilla. Y tampoco se le concedió el hábito de caballero de la Orden de Santiago, que era lo usual en este tipo de héroes militares nacidos en España. (En cambio, por ejemplo, sí se le concedió a don Gerónimo Álvarez del Valle, quien sí era peninsular, y se encuentra en todas las fuentes mencionadas antes).

### Teoría del origen español
Según una investigación de Armando Ceballos ―cronista del Carmen― existe un Felipe de Andrade, marino, nacido en Ferrol (provincia de La Coruña).
Pero no sería raro que un De Andrade hubiera nacido en Galicia, ya que ―según el diccionario genealógico de los hermanos García Carrafa―, el apellido Andrade proviene justamente de Betanzos (La Coruña), en el siglo VIII.
Según esta versión, De Andrade podría haber viajado a América a principios del siglo XVIII. Pero eso contradice la probada participación de Alonso Felipe de Andrade en la batalla de Astapa en 1699.

## Los corsarios británicos

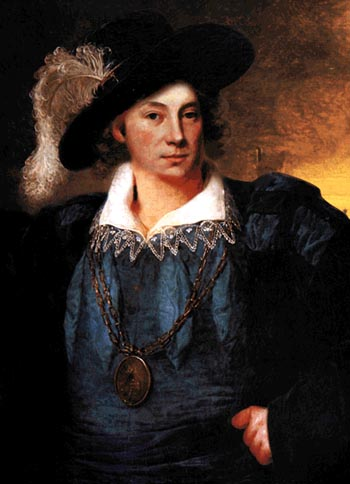
El pirata Laurens de Graff ―más conocido como Lorencillo― se convirtió en un verdadero azote para la Provincia de Tabasco, atacando sobre todo, la zona de la Chontalpa.

En 1557 los corsarios ingleses comienzan a hacer sus incursiones en las costas tabasqueñas, atacando sobre todo a Santa María de la Victoria, la capital de la provincia de Tabasco.
El 26 de octubre de 1558, los piratas ocuparon la Isla de Términos (o Isla de Tris) y desde esa guarida se dedicaron a realizar sus incursiones de saqueo en las aguas del golfo de México
En esa época, toda la zona del mar Caribe estaba infestada de delincuentes británicos. Robaban y violaban a hombres, mujeres y niños y ―cuando no los mataban― los vendían como esclavos en la Jamaica inglesa. Tabasco ―al igual que Campeche, Veracruz y Yucatán― sufría de sus continuos embates.
Algunos nombres de piratas conocidos son Lorencillo (o Laurens de Graff), Grammont, Jean Jaques, capitán Kidd, capitán England, y mujeres como Mary Read y Anne Bonny.
Los continuos ataques piratas, obligaron en 1641 a las autoridades españolas a cambiar los poderes de la provincia a la villa de San Juan Bautista, población ubicada 25 leguas río arriba. Sin embargo, los piratas comenzaron a incursionar a través de los ríos y lagunas, atacando poblaciones como: Xalpa, Cunduacán, Nacajuca, San Antonio de los Naranjos, Huimango, Mazateupa, Tecoluta y muchas poblaciones de la región de la Chontalpa las cuales se despoblaron.
En 1645 desde la isla de Términos ejecutaron numerosos ataques a las costas tabasqueñas, destacando el terrible ataque a Villahermosa de San Juan Bautista, saqueándola e incendiándola completamente, en 1665 y el devastador ataque de 1677 que obligó a las autoridades españolas a cambiar los poderes de la provincia de Villahermosa de San Juan Bautista a Tacotalpa; así como la invasión a Veracruz, en 1683, adonde apresaron y encerraron a todos en una iglesia y violaron y torturaron a las mujeres, los hacendados y los sacerdotes, y se llevaron un botín de cuatro millones de pesos mexicanos (al 2011).
Durante 238 años, los piratas se convirtieron en un verdadero azote para la provincia de Tabasco, poniendo en jaque a las autoridades españolas y sumiendo a la provincia en el atraso que la marcó durante toda la colonia.

## La batalla de Astapa (1699)

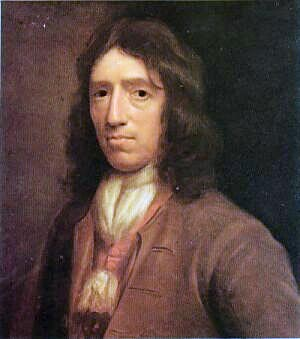
El bucanero y navegante inglés William Dampier quien estuvo en Tabasco y relató la batalla de Astapa.

En 1699 (no hay datos precisos de la fecha), Alonso Felipe de Andrade, participó en la batalla de Astapa, en que los filibusteros fueron derrotados.
El bucanero inglés William Dampier, en su libro A journey on Campeche bay ―traducido en el libro Viajeros en Tabasco (Gobernación del Estado, 1987), del historiador Ciprián Cabrera Bernat, dice que el capitán William Hewett con 200 hombres tomó Villa de Mosa (Villahermosa) dejando una partida ahí, proyectaba tomar Estapo y pasar a Halpo (hoy Jalapa) y desde allí atacar Tacatalpo (Tacotalpa), la entonces capital de la provincia de Tabasco, pero fue rechazado allí en Estapo (la actual Astapa, comunidad del municipio de Jalapa) por Andrade.
En la batalla, Hewett perdió a muchos de sus hombres y él mismo resultó herido en una pierna.
En la comunidad de Pueblo Nuevo de las Raíces se conserva en el parque principal, un cañón perteneciente a uno de los barcos piratas participantes en la batalla de Astapa. La valentía mostrada por de Andrade en esa lucha, le valió ser nombrado Alcalde Menor de Xalpa, en ese entonces una de las tres poblaciones más importantes de la provincia de Tabasco.

## Alcalde Mayor de Tabasco (1704)
En 1704 fue nombrado Alcalde Mayor de Tabasco, siendo el primer tabasqueño, en ocupar dicho cargo, el cual desempeñó hasta 1708, para luego ser nombrado sargento mayor en Veracruz, que era en ese entonces el puerto más importante de la Armada española en la Nueva España.

## Desalojo de la isla de Tris (1704)
Como los ataques pirátas continuaban, las autoridades españolas decidieron organizar un desalojo de los pirtatas apostados en la isla de Tris. Dicha incursión se realizaría en el mes de mayo de 1704, para lo cual, el Virrey envió al Alcalde Mayor de Tabasco la orden para incorporarse a la laguna de Términos para realizar un ataque junto con las fuerzas de Campeche. El Alcalde Mayor de Tabasco, Alonso Felipe de Andrade, decidió ir personalmente y se dirigió al mando de 200 hombres y 14 piraguas hacia la laguna de Términos.
Ya en la laguna, Andrade taló montes y revisó minuciosamente las bocas de los esteros, descubriendo 14 rancherías de piratas, gran candidad de palo de tinte ya cortado, así como un fuerte construido en la boca de la laguna de San Francisco en donde capturó varios piratas y encontró piezas de artillería las que llevó a Tabasco después de haber permanecido más de un mes en la laguna de Términos, cuyas entradas y salidas a tierra y mar demarcó haciendo un mapa.

## Batalla en la isla de Tris (1716)
El Alcalde Mayor de Tabasco, Francisco de Medina y Cachón, comenzó a idear un plan para desalojar a los filibusteros ingleses de la Isla de Tris y propuso una estrategia de desalojo en la que participarían barcos de la Armada de Barlovento, con base en Veracruz, y las fuerzas navales de Tabasco y Campeche. El trabajo fue encomendado al sargento Alonso Felipe de Andrade, quien ya había probado su hombría en Astapa, Jalapa, Tabasco. Andrade, se encargó de disciplinar y adiestrar acertadamente a las milicias tabasqueñas que habrían de participar en el ataque, dividiéndolas en escuadrones a los que hacía ejercitarse en prácticas militares.
El 7 de diciembre de 1716 el alcalde mayor de Tabasco, Graniel de Gil, ordenó el ataque y las fuerzas tabasqueñas atacaron a los corsarios ingleses expulsándolos de la isla de Términos. Allí construyeron el pequeño Fuerte de San Felipe.
Sin embargo, los piratas no se dieron por vencidos, sino que regresaron meses después.

## La batalla de la Isla del Carmen y muerte de Andrade (1717)
Después de esa victoria, se inició la rápida construcción de una estacada para la defensa, la planta del presidio o fuerte se construyó con simplicidad, la edificación era perfectamente cuadrada y regular, y que tenía baluartes en sus ángulos.
Los piratas regresaron con más buques, pertrechos de guerra y un centenar de hombres, y atacaron por sorpresa a las tropas españolas, el 15 de julio de 1717, por la noche e hicieron muchas bajas entre los novohispanos. Los piratas conminaron a De Andrade a rendirse y él les respondió: «Hombres tengo y pólvora suficiente para no entregar la plaza».
El sargento Alonso Felipe de Andrade contraatacó, les arrebató un cañón de metralla y entabló una batalla memorable. En algún momento del combate pereció el sargento ―de 50 años―, que se encontraba en el centro de la acometida. Los piratas británicos se dieron a la fuga. Durante toda la noche los novohispanos siguieron persiguiendo a los que huían, sin hacer prisioneros. Según el historiador Ignacio Rubio Mañé, al amanecer del 16 de julio de 1717, no quedaba un solo pirata vivo.

## Después de la muerte de Felipe de Andrade
El rey Felipe V deploró la muerte del sargento, y mandó que se les diera pensión a sus hijas hasta que se casaran. A su hijo varón le dio una plaza de sargento en San Francisco de Campeche.
Como la isla de Términos se liberó el 16 de julio, día de la Virgen del Carmen ―que es también patrona de los marineros― el rey la rebautizó Isla del Carmen.
Allí se instaló el puerto militar del Carmen, que más tarde se convirtió en presido, el cual era administrado por las autoridades de la provinvincia de Tabasco. Este se fue poblando, hasta que más tarde se convirtió en la Villa del Carmen (actual Ciudad del Carmen).
En su honor, los carmelitas bautizaron con el nombre del sargento Alonso Felipe de Andrade al Mercado municipal.
En todo el estado de Tabasco no hay placas, monumentos o calles que recuerden al sargento de Andrade.